# Generador de caràcters
Un generador de caràcters (anglès character generator) - és un programa o un dispositiu de formació de patrons de caràcters.
En el mode de text de la targeta gràfica, el paper del generador de caràcters és el més sovint el disseny gràfic de la targeta, descarregant dades de memòria permanent (ROM) o memòria d'accés aleatori (RAM) que conté definicions de caràcters. En el segon cas, es poden modificar tipus de lletra individuals. En el mode gràfic d'operació, el paper d'un generador de caràcters (més precisament: un rasteritzador de caràcters) és capturat per un fragment del sistema operatiu.

## Sistemes amb caràcters semigràfics
Exemples de sistemes que van confiar fortament en els caràcters semigràfics pels seus gràfics són:
- L'IBM PC original amb el MDA no oferia cap tipus d'impressions gràfiques que no fossin els caràcters gràfics programats per defecte a la PROM del seu hardware (pàgina de codi 437) .

- El Commodore PET va ser un dels primers sistemes a dependre totalment en caràcters semigràfics, per obtenir qualsevol forma de gràfics en pantalla.

- El Sinclair ZX80 i ZX81 es va basar en bloc caràcters gràfics de baixa resolució de gràfics de 64 × 48 píxels en blanc i negre o 32 × 48 en negre, blanc i difuminar gris com es pot veure en el  joc de caràcters del ZX80 i del ZX81 .

- El Mattel Aquarius es va basar completament en caràcters semigràfics per als jocs, tot i que era comercialitzat a través de botigues de joguines. Mai no es va convertir en un èxit comercial en part a causa d'aquesta limitació, que en aquell moment el feia obsolet.[1]

- El Panasonic JR-200 també va utilitzar caràcters semigràfics en combinació amb gràfics de blocs.

- La sèrie d'ordinadors Sharp MZ no oferia caràcters programables, però tenia un conjunt complet de caràcters semigràfics. - i així encara oferien molts jocs visualment simpàtics[2]

- El Compukit UK101 (clon del popular superboard d'Ohio Scientific) també era un sistema molt primerenc que es basava en caràcters semigràfics.

- Les modes de text d'ordinadors posteriors d'Apple II, que comencen per l'Apple IIc i la versió millorada de l' Apple IIe, van suportar el joc de caràcters MouseText, que va substituir les lletres majúscules que es posaven en INVERSE quan estava activat. Tot i que aquests sistemes d'Apple no depenien d'aquests conjunts de caràcters, van tenir un paper important en la simulació de gràfics dels membres de les famílies més avançades, quan funcionaven en mode text.

### Noms d'alguns jocs de caràcters amb semigràfics
- PETSCII
- ATASCII

- JOC TELETEXT
- JOC VIDEOTEXT